# كانابينويد

الصيغة البنائية العامة لمركبات كانابينويد

كانابينويد هي مجموعة متنوعة من المركبات الكيميائية تقوم بتنشيط (أو تفعيل) مستقبلات الكانابينويد و تشمل هذه الفئة الكانابينويد الداخلي أو الإندوكانابينويد (كانابينويد الذي يتم إنتاجه داخل الجسم الإنسان والحيوان) و الفايتوكانابينويد (phytocannabinoids) والكانابينويد التَخْليقِيّ (يتم تصنيعه في المختبرات). وتتواجد مستقبلات كانابينويد في الجهاز العصبي المركزي.